# Ambrosianer

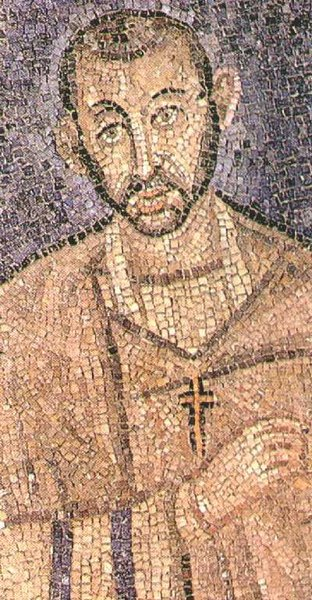
Der Namensgeber der Ambrosianer: Heiliger Ambrosius von Mailand

Ambrosianer (lateinisch Fratres S. Ambrosii) sind Ordensgemeinschaften, die sich auf den hl. Ambrosius von Mailand als Schutzpatron berufen. Sie pflegten den „Ambrosianischen Gesang“ und zelebrierten den „Ambrosianischen Ritus“. Der Kirchenlehrer Ambrosius selbst war kein originärer Ordensgründer.

## Ursprünge  der Ambrosiusorden

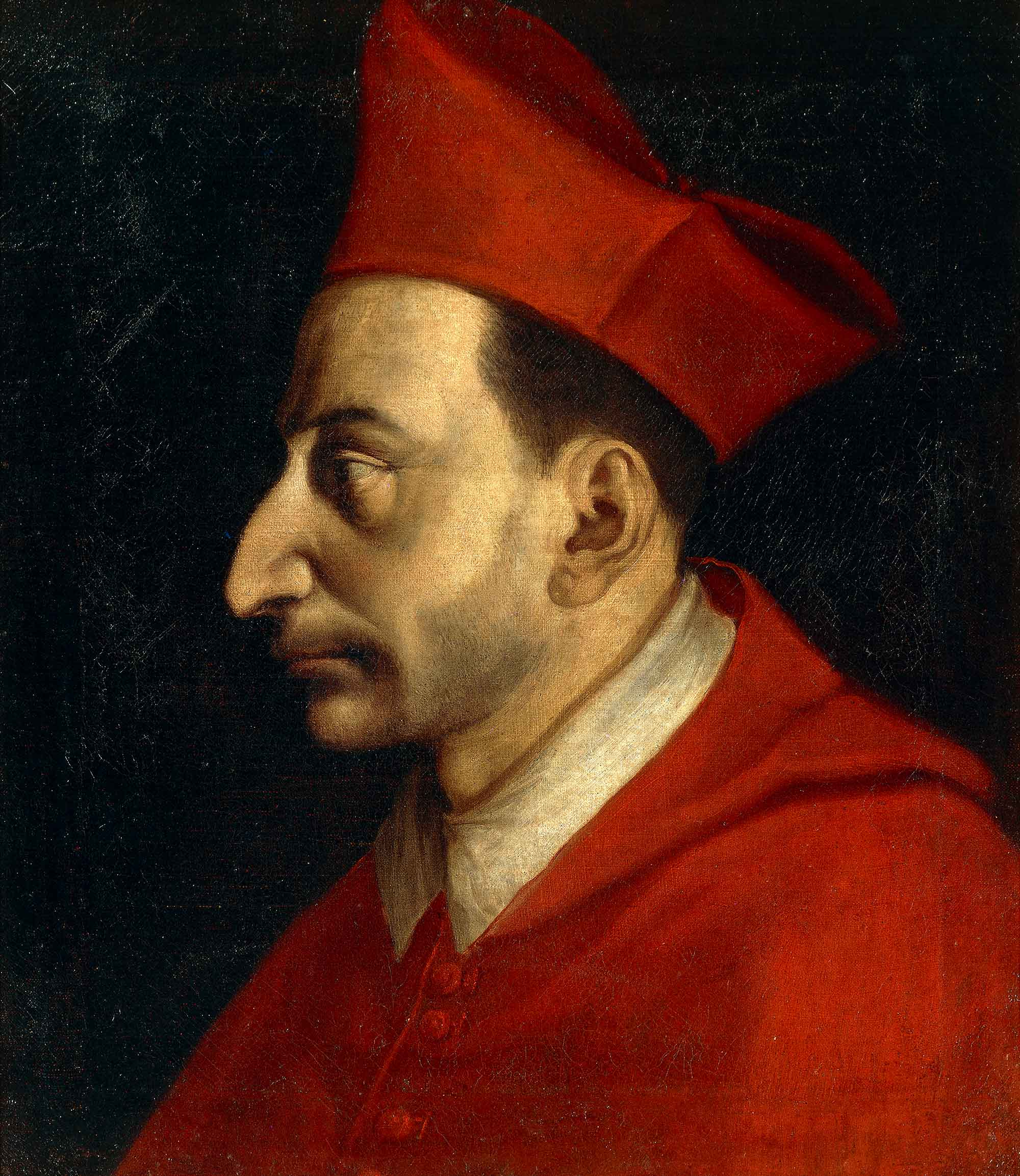
Der große Förderer der Ambrosianer: Heiliger Karl Borromäus

Im 14. Jahrhundert gründeten drei adelige Mailänder eine Gemeinschaft von Eremiten. Zu ihnen gesellten sich später auch einige Priester. Die Eremiten erhielten von Papst Gregor XI. (1370–1378) die Genehmigung nach den Augustinusregeln zu leben und die Heilige Messe nach dem ambrosianischen Ritus zu feiern. Sie erhielten den Namen Fratres Sancti Ambrosii ad Nemus (de.: Ambrosiusbrüder vom Walde). Ihre Ordenstracht bestand aus einer Tunika und einem braunen Skapulier mit einer braunen Kapuze. Als geistlichen Leiter wählte sich die Bruderschaft einen Superior, der dem Mailänder Erzbischof gegenüber verantwortlich war. Die zur Gemeinschaft gehörenden Priester durften keine öffentlichen oder kirchlichen Ämter annehmen, sie waren als Prediger tätig und hielten die Gottesdienste im ambrosianischen Ritus ab. In der Folgezeit entstanden weitere Klosterniederlassungen, die sich aber zu keiner formalen Bindung verpflichteten. 1441 wurde die Gemeinschaft von Papst Eugen IV.  (1431–1447) zu einer Kongregation erhoben. In der ersten Mitte des 15. Jahrhunderts hatte sich auch ein weiblicher Zweig in Varese bei Mailand gegründet. Der Heilige Karl Borromäus, als Erzbischof von Mailand, reformierte und reorganisierte 1579 die Ordensgemeinschaften der Ambrosianer um sie für die Seelsorge und Armenpflege einzusetzen. Im Zuge der Neugliederungen wurde 1589 von Papst Sixtus V. (1585–1590) die Kongregation der Brüder des Heiligen Barnabas eingegliedert. Die Neuordnung wurde 1606 abgeschlossen und durch Papst Paul V. (1605–1621) kirchenrechtlich anerkannt. Die Kongregation wurde in vier Ordensprovinzen aufgeteilt, es wurde ein Generalsuperior gewählt, es wurden neue Klöster errichtet und eine neue Ordensverfassung erlassen. Trotz einiger guter Generalsuperiore und dem hohen Bekanntheitsgrades der Mönche entschloss sich Papst Innozenz X. (1644–1655) 1650 die Ordensgemeinschaft aufzulösen.

## Die Oblaten
Borromeo hatte während der großen Pest in Mailand zusätzlich 1578 die „Oblaten des heiligen Ambrosius“  ins Leben gerufen. In großer Voraussicht hatte er diese Kongregation gegründet damit die Pilger, Kranken und Hilfsbedürftigen versorgt und betreut werden konnten. Die Ordensgemeinschaft wurde im 19. Jahrhundert reaktiviert und konnte sich zum Beispiel im Königreich Großbritannien ausbreiten.

## Ambrosianer außerhalb Italiens
Dem Beispiel Karl Borromäus’ folgend gründeten im 19. Jahrhundert Bischof Louis-Èdouard-François-Désiré Kardinal Pie von Poitiers und Bischof Konrad Martin von Paderborn neue Priestergemeinschaften nach dem Muster der Ambrosius-Oblaten. Während Bischof Pie dem Orden den Namen Oblaten des hl. Hilarius von Poitiers zuwies, gab Bischof Martin der Paderborner Kongregation den Namen Priester Mariens.
Die bekannteste Ordensgemeinschaft ambrosianischer Prägung wurden die „Oblaten vom hl. Carl“ – benannt nach Karl Borromäus – in London. Die Gründung wurde von Kardinal Wiseman initiiert und durch Kardinal Henry Edward Manning umgesetzt. Das Institut des geweihten Lebens nach diözesanem Recht lehnte sich eng an die Ordensregeln an, die vom hl. Karl entworfen worden waren. Der Heilige Stuhl genehmigte 1857 die Ordensgemeinschaft und bestätigte sie und die Ordensregeln im Jahr 1877. Ihre erste Heimat fanden die Oblaten des hl. Karls in Bayswater und obwohl Gegenkräfte gegen den neuen Orden opponierten gelang es Erzbischof Manning und den nachfolgenden Erzbischöfen von Westminster die Arbeit zu fördern und den Bestand zu festigen. Unter Mannings Leitung wurden in London eine Grundschule, eine höhere Schule und das College of St. Charles gegründet. 1861 hatte Papst Pius IX. (1846–1878) das neue Haus des Päpstlichen Englischen Kollegs in Rom eröffnet und ernannte 1867 den ersten Oblaten des hl. Karl zum Rektor.

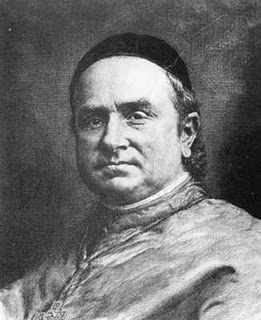
Louis-Èdouard-François-Désiré Kardinal Pie
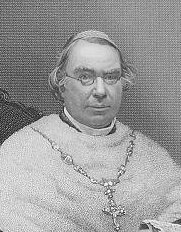
Nicholas Patrick Stephen Kardinal Wiseman
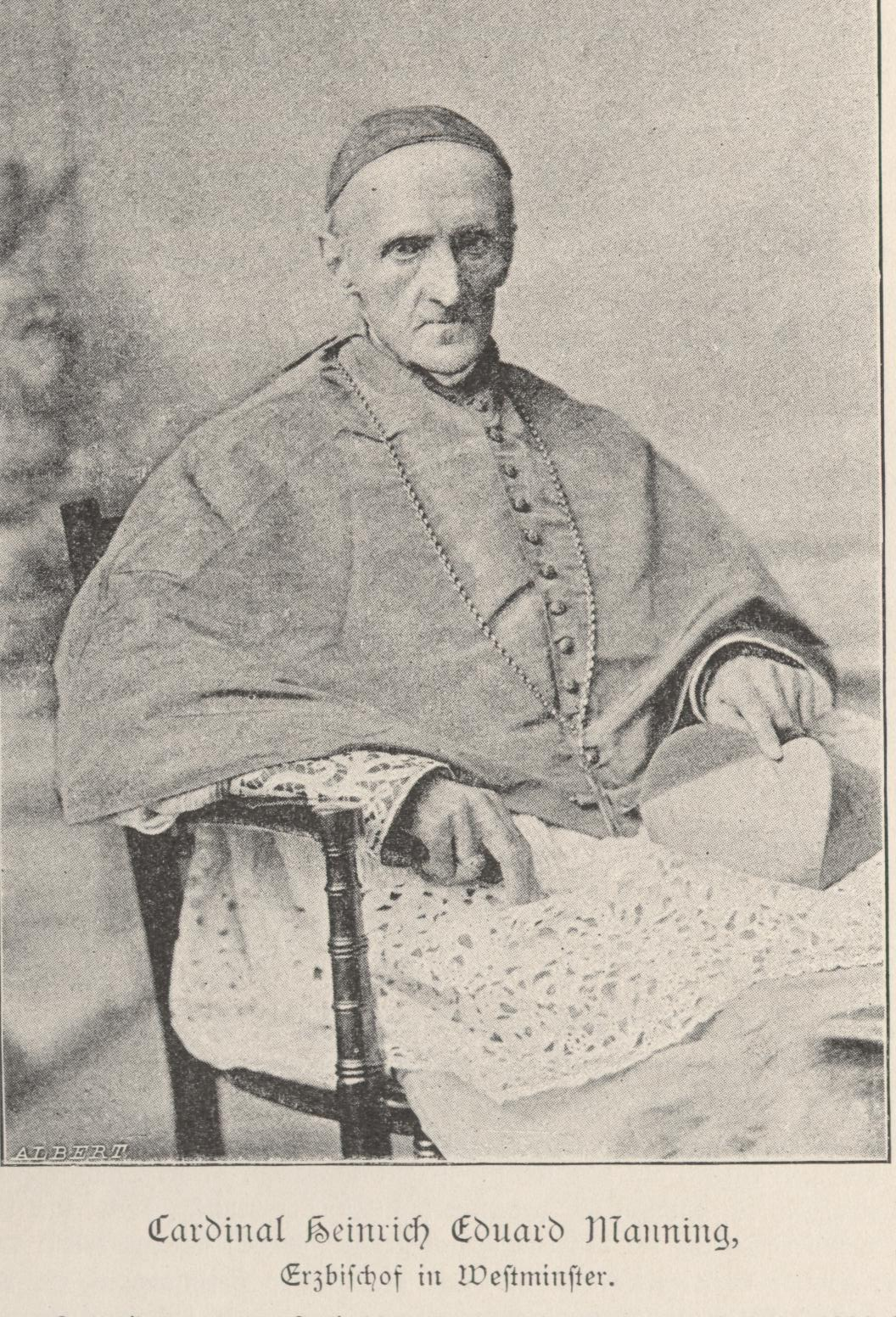
Henry Edward Kardinal Manning

## Ambrosianerinnen

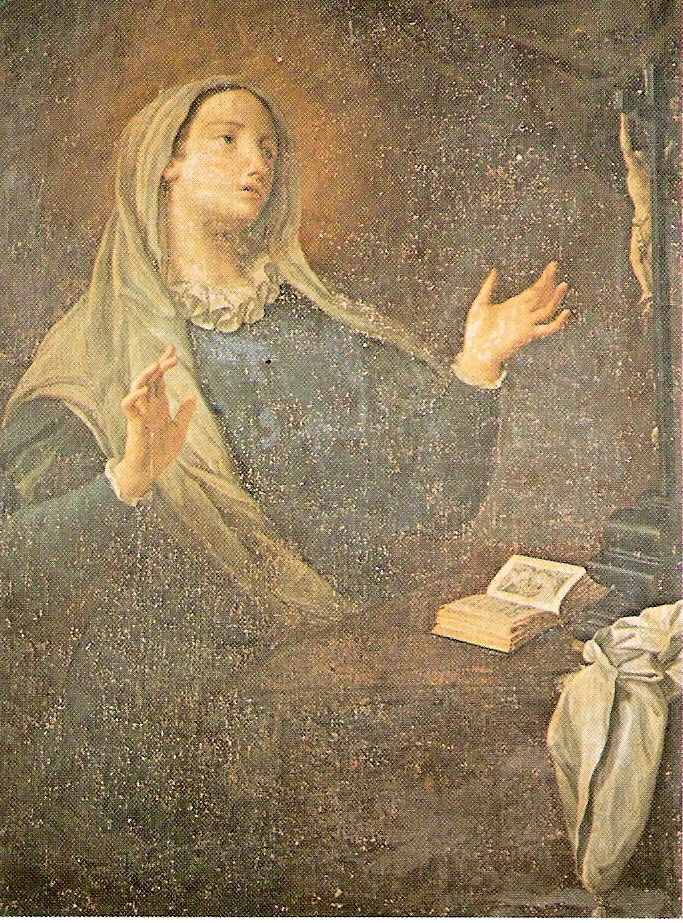
Hl. Katharina von Genua

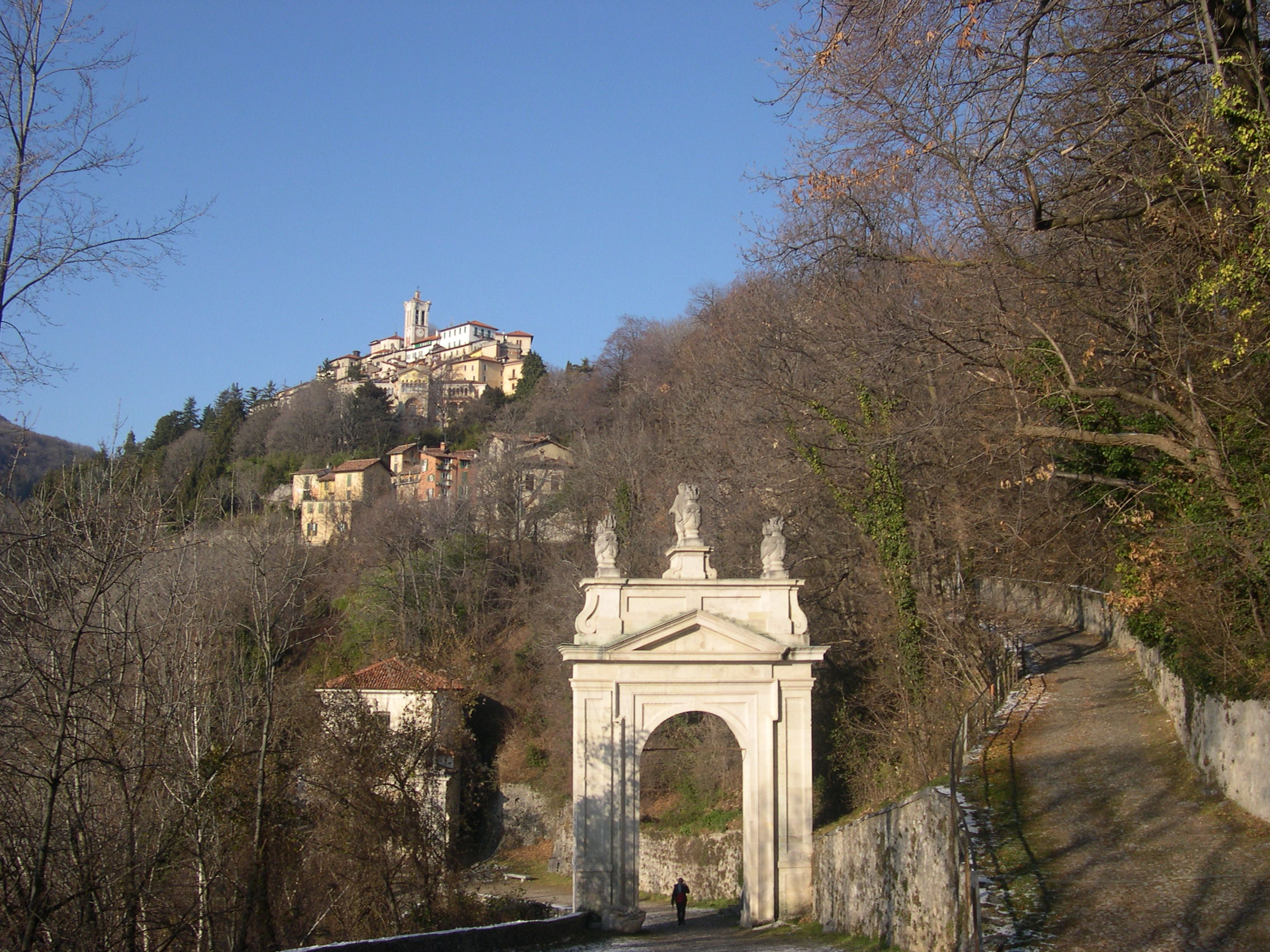
Sacro Monte de Varese mit dem Eremitenkloster St. Ambrosius

Bereits 1408 hatten drei junge Frauen aus Pavia die klausurierten Schwestern der Verkündigung Mariens gegründet. Sie wurden auch unter der Bezeichnung Schwestern der hl. Marcellina bekannt und unterhielten mehrere Klöster, die auf dem Gebiet der Lombardei und Venetiens verstreut waren. Papst Pius V. (1566–1572) vereinigte die Gemeinschaften und stellte sie unter die Augustinerregel. Das von einer Priorin geleitete Mutterhaus wurde in Pavia errichtet. Aus dieser ambrosianischen Kongregation erwuchs die heilige Katharina von Genua.
Die ersten Ambrosianerinnen trugen den gleichen braunen Habit wie die Ambrosianer, ihre Satzung glich dem Männerorden und sie pflegten ebenfalls den ambrosianischen Ritus. Im Jahr 1474 erhielten sie von Papst Sixtus IV. (1471–1484) die Approbation und gründeten auf dem Gipfel des Sacro Monte di Varese ihr erstes Kloster; ihr größter Förderer – ebenso wie bei allen Ordensgemeinschaften der Ambrosianer – wurde der hl. Karl Borromäus. Auf dem Sacro Monte di Varese lebten die selige Ordensgründerin Katharina Moriggi, die hl. Katarina von Pallanza (~1437–1478), die sel. Juliana Puricelli (1427–1501), Benedetta Bimia und Lucia Alciata. Der Orden der Ambrosianerinnen erlosch 1540.